# Thomas Jane
Thomas Jane (născut Thomas Elliott III;, n. 22 februarie 1969, Baltimore, America Britanică⁠(d), Regatul Marii Britanii) este un actor american.  

## Biografie
Jane s-a născut în Baltimore, Maryland, ca fiul Cynthiei (née Jane), o vânzătoare de antichități și a lui Thomas Elliott Jr., un inginer genetic. În 1987, a absolvit Thomas Sprigg Wootton High School. La 18 ani, s-a mutat la Hollywood pentru a lucra ca actor. Inițial a fost fără casă și a locuit în mașina sa, în această perioadă   cânta pe străzi pentru bani.
Și-a început cariera debutând în filmul indian în limba Telugu Padamati Sandhya Ragam (1987), regizat de Jandhyala.
În 2009 debutează ca regizor cu filmul Țara întunericului (menționat în plus și ca actor și ca producător).

## Filmografie

### Film
| An   | Titlu                             | Rol                           | Note |
| ---- | --------------------------------- | ----------------------------- | --- |
| 1987 | Padamati Sandhya Ragam            | Chris                         | Ca Tom Jane |
| 1992 | I'll Love You Forever... Tonight  | The Hustler                   | |
| 1992 | Buffy the Vampire Slayer          | Zeph                          | |
| 1992 | Nemesis                           | Billy                         | Ca Tom Janes |
| 1994 | At Ground Zero                    | Thomas Quinton Pennington     | Ca Tom Elliott |
| 1996 | The Crow: City of Angels          | Nemo                          | |
| 1997 | The Last Time I Committed Suicide | Neal Cassady                  | |
| 1997 | Face/Off                          | Burke Hicks                   | |
| 1997 | Boogie Nights                     | Todd Parker                   | Florida Film Critics Circle Award for Best Cast Nominalizare—Screen Actors Guild Award for Outstanding Performance by a Cast in a Motion Picture |
| 1997 | Hollywood Confidential            | Lee                           | |
| 1998 | Thursday                          | Casey                         | |
| 1998 | The Velocity of Gary              | Gary                          | |
| 1998 | Zack and Reba                     | Sparky Stokes                 | |
| 1998 | The Thin Red Line                 | Private Ash                   | Satellite Award for Outstanding Motion Picture Ensemble                                                                                          |
| 1999 | Deep Blue Sea                     | Carter Blake                  | |
| 1999 | Molly                             | Sam                           | |
| 1999 | Junked                            | Switch                        | |
| 1999 | Magnolia                          | Tânărul Jimmy Gator           | Cameo |
| 2000 | Under Suspicion                   | Detectivul Felix Owens        | |
| 2001 | Original Sin                      | Bill / Walter Downs / Mefisto | |
| 2001 | Eden                              | Dov                           | |
| 2002 | The Sweetest Thing                | Peter Donahue                 | |
| 2003 | Dreamcatcher                      | Henry                         | |
| 2003 | Stander                           | Andre Stander                 | |
| 2004 | The Punisher                      | Frank Castle/The Punisher     | Ca Tom Jane |
| 2006 | The Tripper                       | Buzz Hall                     | Și producător executiv |
| 2007 | The Mist                          | David Drayton                 | |
| 2008 | The Butler's in Love              | The Butler                    | Scurtmetraj |
| 2008 | Mutant Chronicles                 | Sergent Mitch Hunter          | |
| 2008 | Killshot                          | Wayne                         | |
| 2009 | Give 'Em Hell, Malone             | Malone                        | |
| 2009 | Dark Country                      | Dick                          | Și regizor și producător |
| 2010 | DC Showcase: Jonah Hex            | Jonah Hex (voice)             | Scurtmetraj |
| 2010 | Scott Pilgrim vs. the World       | Vegan Police Officer          | Cameo nemenționat |
| 2011 | I Melt with You                   | Richard                       | Și producător executiv |
| 2012 | LOL                               | Allen                         | |
| 2012 | The Punisher: Dirty Laundry       | Frank Castle/The Punisher     | Scurtmetraj; și producător |
| 2013 | Sirius                            | Narator                       | Documentar |
| 2013 | Pawn Shop Chronicles              | The Man                       | |
| 2013 | Buttwhistle                       | Grumisch                      | |
| 2014 | White Bird in a Blizzard          | Detectivul Scieziesciez       | |
| 2014 | Drive Hard                        | Peter Roberts                 | |
| 2014 | Heavenly Sword                    | Loki                          | Voce |
| 2014 | Reach Me                          | Wolfie                        | |
| 2015 | Vice                              | Roy                           | |
| 2015 | Into the Grizzly Maze             | Beckett                       | |
| 2015 | Broken Horses                     | Gabriel Heckum                | |
| 2016 | Standoff                          | Carter                        | |
| 2016 | The Veil                          | Jim Jacobs                    | |
| 2016 | Before I Wake                     | Mark Hobson                   | |
| 2016 | USS Indianapolis: Men of Courage  | Lt. Adrian Marks              | |
| 2016 | The World's Biggest Asshole       | Coleman F. Sweeney            | Scurtmetraj |
| 2017 | Hot Summer Nights                 | Sergeant Frank Calhoun        | |
| 2017 | 1922                              | Wilfred James                 | |
| 2018 | The Predator                      |                               | |

### Televiziune
| An        | Titlu                | Rol                   | Note |
| --------- | -------------------- | --------------------- | --- |
| 1991      | She-Wolf of London   | Johnny                | Episodul: "Heart Attack" Ca Thomas Bridgett |
| 1995      | High Tide            | Episodul              | Episode: "Barry" |
| 1999      | Jonni Nitro          | Brack                 | Regizor 2 episoade |
| 2001      | 61*                  | Mickey Mantle         | Film TV |
| 2004      | Arrested Development | Rolul său             | Episodul: "The One Where They Build a House" |
| 2006      | Medium               | Clay Bicks            | 2 episoade |
| 2009–2011 | Hung                 | Ray Drecker           | 30 episoade Nominalizare—Golden Globe Award for Best Actor – Television Series Musical or Comedy (2010–12) Nominalizare—Satellite Award for Best Actor – Television Series Musical or Comedy (2010) |
| 2015      | Texas Rising         | James Wykoff          | 2 episoade |
| 2015–2017 | The Expanse          | Detectivul Joe Miller | 15 episoade |

### Jocuri video
| An   | Titlu        | Rol                              |
| ---- | ------------ | -------------------------------- |
| 2005 | The Punisher | Frank Castle/The Punisher (voce) |
| 2005 | Gun          | Colton White (voce)              |

## Discografie

### Albume
| An   | Artist       | Album           | Note               |
| ---- | ------------ | --------------- | ------------------ |
| 2012 | Rusty Blades | Don't Come Home | Cântăreț Chitarist |